# Сахалінська Українська Окружна Рада
Сахалінська Українська Окружна Рада — територіальний орган національного самоврядування українського населення Сахалінської області в 1918–1920 роках.

## Діяльність Ради
Сахалінська Українська Окружна Рада була створена в листопадi 1918 року у місті Миколаївськ-на-Амурі. Через складність комунікації з цим регіоном, в умовах громадянської війни, координація діяльності з керовними українськими органами Далекого Сходу була ускладнена. 
Сахалінська Українська Окружна Рада, ймовірно, припинила своє існування після знищення Миколаївська-на-Амурі на початку 1920 року комуністично-анархістською бандою Тряпіцина.

## Структура Ради
Сахалінська Українська Окружна Рада об’єднувала декілька громад, що існували в рибальських артілях на нижньому Амурі, в тому числі і на острові Сахалін. Також Рада об'єднувала дві рибальські кооперативні артілі — «Зелений гай» та «Україна».

## Склад Ради
Головою Сахалінської Української Окружної Ради був Нижник.